# Золотая бочка
«Золота́я Бо́чка» — торгова марка пива, що належить Efes Breweries International N.V..

## «Золотая бочка» в Україні
В Україні пиво під ТМ «Золотая Бочка» виробляється з 2009 року компанією Efes Ukraine (ПрАТ «Ефес Україна») на пивоварному заводі у місті Донецьк за ліцензією Efes Breweries International N.V.
З 2014 року пиво «Золотая Бочка» продаєтся у новому дизайні та з новим слоганом «Золота Середина».

### Сорти пива
Лінійка бренду «Золотая Бочка» в Україні складається з трьох сортів пива: 
- «Золотая Бочка Светлое». Щільність 11%, міцність 4%. Склад: вода, солод, хміль, дріжджі. Вариться в Україні з 2009 року.

Нагороди: 2 Гран-прі Міжнародного дегустаційного конкурсу пива, безалкогольних, слабоалкогольних напоїв, мінеральних та питних вод (Україна, Київ, 2011 та 2012 рр.) 
- «Золотая Бочка Классическое». Щільність 12%, міцність 5%. Склад: вода, солод, хміль, дріжджі. Вариться в Україні з 2009 року.

Нагороди: Золота медаль Міжнародного дегустаційного конкурсу пива, безалкогольних, слабоалкогольних напоїв, мінеральних та питних вод (Україна, Київ, 2011 р.) 
- «Золотая Бочка Разливное». Щільність 12,5%, міцність 5,2%. Склад: вода, солод світлий, солод карамельний, хміль, дріжджі. Вариться в Україні з 2010 року.

Нагороди: Срібна медаль Міжнародного дегустаційного конкурсу пива, безалкогольних, слабоалкогольних напоїв, мінеральних та питних вод (Україна, Київ, 2011 р.)